# Shikay
Shikay, eller Shekay, (persiska: شِکَی) är ett distrikt i Afghanistan. Det ligger i provinsen Badakhshan, i den nordöstra delen av landet, 400 kilometer norr om huvudstaden Kabul. Administrativ huvudort är Jarf.
Distriktet beräknades år 2022 ha cirka 31 000 invånare.